# Gnoma pulverea
Gnoma pulverea är en skalbaggsart som beskrevs av Francis Polkinghorne Pascoe 1866. Gnoma pulverea ingår i släktet Gnoma och familjen långhorningar.
Artens utbredningsområde är Sulawesi. Inga underarter finns listade i Catalogue of Life.